# Arnold Grandjean
Arnold Grandjean-Perrenoud-Contesse (* 19. November 1890 in Les Ponts-de-Martel; † 6. April 1961 in Neuchâtel) war ein Schweizer Radrennfahrer. Er war der Begründer des Schweizer Fahrradunternehmens Allegro.

## Sportliche Laufbahn
Arnold Grandjean war der älteste Sohn des Uhrmachers Charles Alfred Grandjean-Perrenou-Contesse, Abkömmling einer alteingesessenen Familie. Er hatte 13 Geschwister. Mit 16 Jahren begann er eine Uhrmacherlehre im acht Kilometer entfernten Ort La Sagne und legte täglich viermal den Weg zwischen Arbeitsplatz und Elternhaus in 1000 Meter Höhe zurück. Dadurch begeisterte er sich für den Radsport und steckte seine sechs jüngeren Brüder Ali, Jules, Paul, Charles, Tell und Ulysse mit dieser Begeisterung an. Eine andere Quelle berichtet, er habe gemeinsam mit seinen Brüdern Ali und Jules in einer Möbelfabrik in Travers gearbeitet.
Sein erstes Radrennen bestritt Grandjean 1909, das er gewann. Im selben Jahr wurde er Schweizer Meister im Strassenrennen der Amateure; er soll laut zeitgenössischen Berichten 1911 bei der Tour de France gestartet, aber schon während der ersten Etappe gestürzt sein und habe aufgeben müssen, in den Tour-Annalen ist er indes nicht verzeichnet. 1915 und 1916 errang er den nationalen Titel im Querfeldeinrennen (heutige Bezeichnung Cyclocross), 1916 zudem die Bergmeisterschaft, und er wurde Vize-Meister im Strassenrennen der Profis. Im selben Jahr belegte er bei der Lombardei-Rundfahrt Rang 22. Zudem gewann er zahlreiche regionale Rennen, bei Bern–Genf stand er mehrfach auf dem Podium. Im Jahr 1919 ist das letzte Rennen von Arnold Grandjean dokumentiert.

## Karriere als Unternehmer

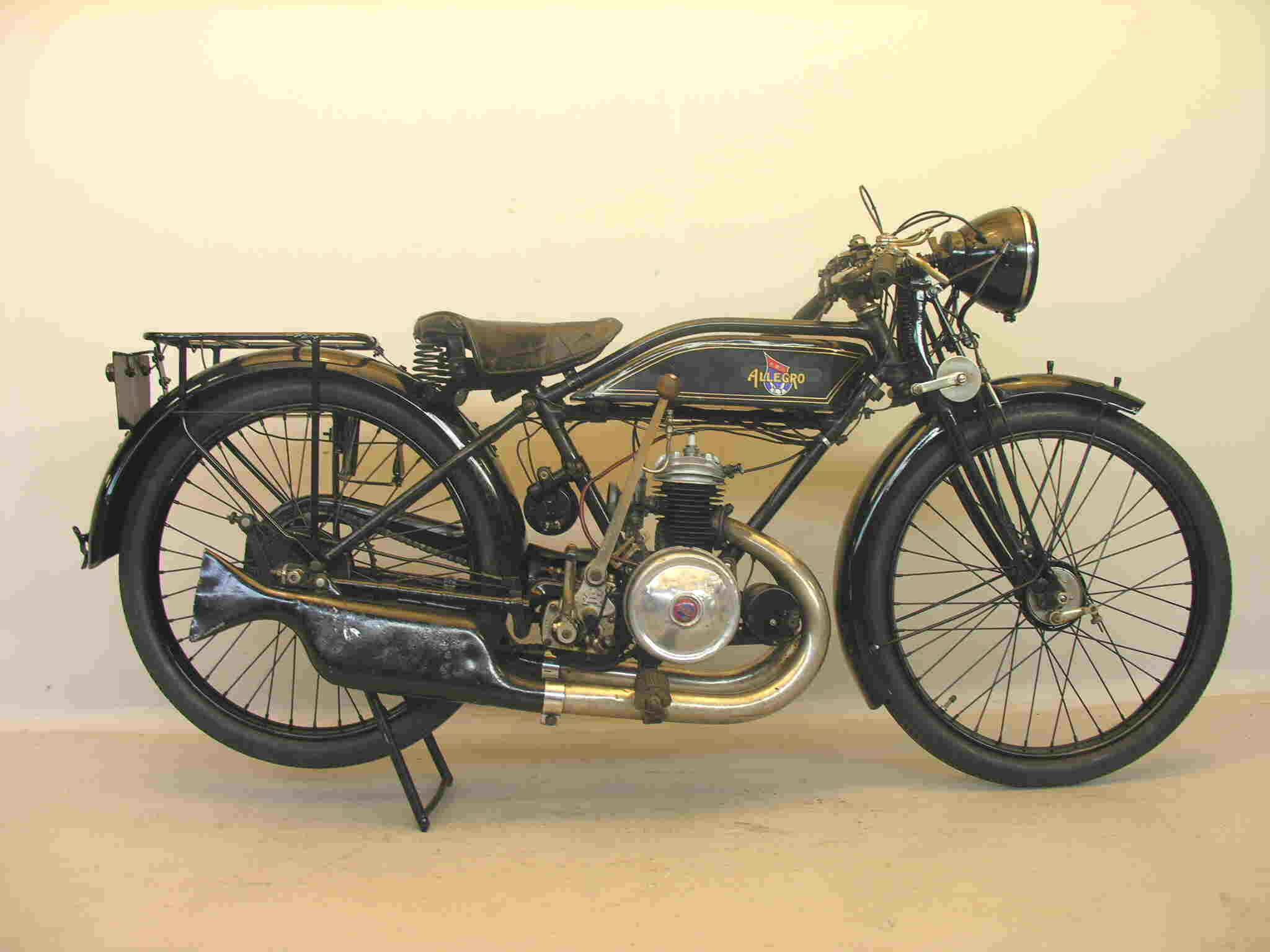
Motorrad von Allegro aus dem Jahr 1926

1911 zog Arnold Grandjean nach Travers und eröffnete dort ein Fahrradgeschäft, später in Fleurier. 1914 gründete er gemeinsam mit seinen Brüdern Ali, Jules, Ulysse und Tell sowie einem weiteren Kompagnon in Neuchâtel die Etablissements des Cycles Allegro Arnold Grandjean S.A. Neuchâtel, die unter dem Namen Allegro Fahr- und Motorräder baute und als der erste Produzent von Rennrädern in der Schweiz gilt. Der Name Allegro spielte auf die Anfeuerungsrufe der Fans von Grandjean an, die Allez, Gros riefen. Der Bruder Tell Grandjean startete selbst bei Rennen auf Allegro-Motorrädern, auch im Gespann gemeinsam mit seiner Frau. Jules Grandjean machte sich 1923 mit einem eigenen Geschäft selbständig.
Das Unternehmen existierte eigenständig bis in die 1980er Jahre hinein, dann wurde es an den Fahrradhersteller Mondia verkauft.